# 테니스의 역사
이 문서는 테니스의 역사에 대해 다룬다.

## 오픈 시대
오픈 시대(open era)란 1968년부터 시작된 테니스의 프로화 시대를 의미한다.
1968년, 상업화의 흐름에 따라 테니스계에서도 프로와 아마추어의 구분을 없애면서 오늘날과 같은 형태의 프로 대회가 개최되기 시작했다. 이 시기부터 모든 선수들에게 어떤 대회든 자유롭게 참가할 수 있는 자격이 주어졌으며, 특히 상위 랭커들은 테니스 선수로서 활동하는 것만으로도 생계를 유지하는 것이 가능하게 되었다. 또한 이 때부터 테니스에 4개의 그랜드 슬램 대회가 생겨나게 되었으며 각종 프로 대회들이 개최되기 시작했고, 프로와 구분되는 것으로서의 아마추어의 개념은 사라지게 되었다. 최초로 "오픈"되었던 그랜드 슬램 대회는 1968년 프랑스 오픈이다.

## 같이 보기
- 올림픽 테니스